# Ligne 279 (Infrabel)

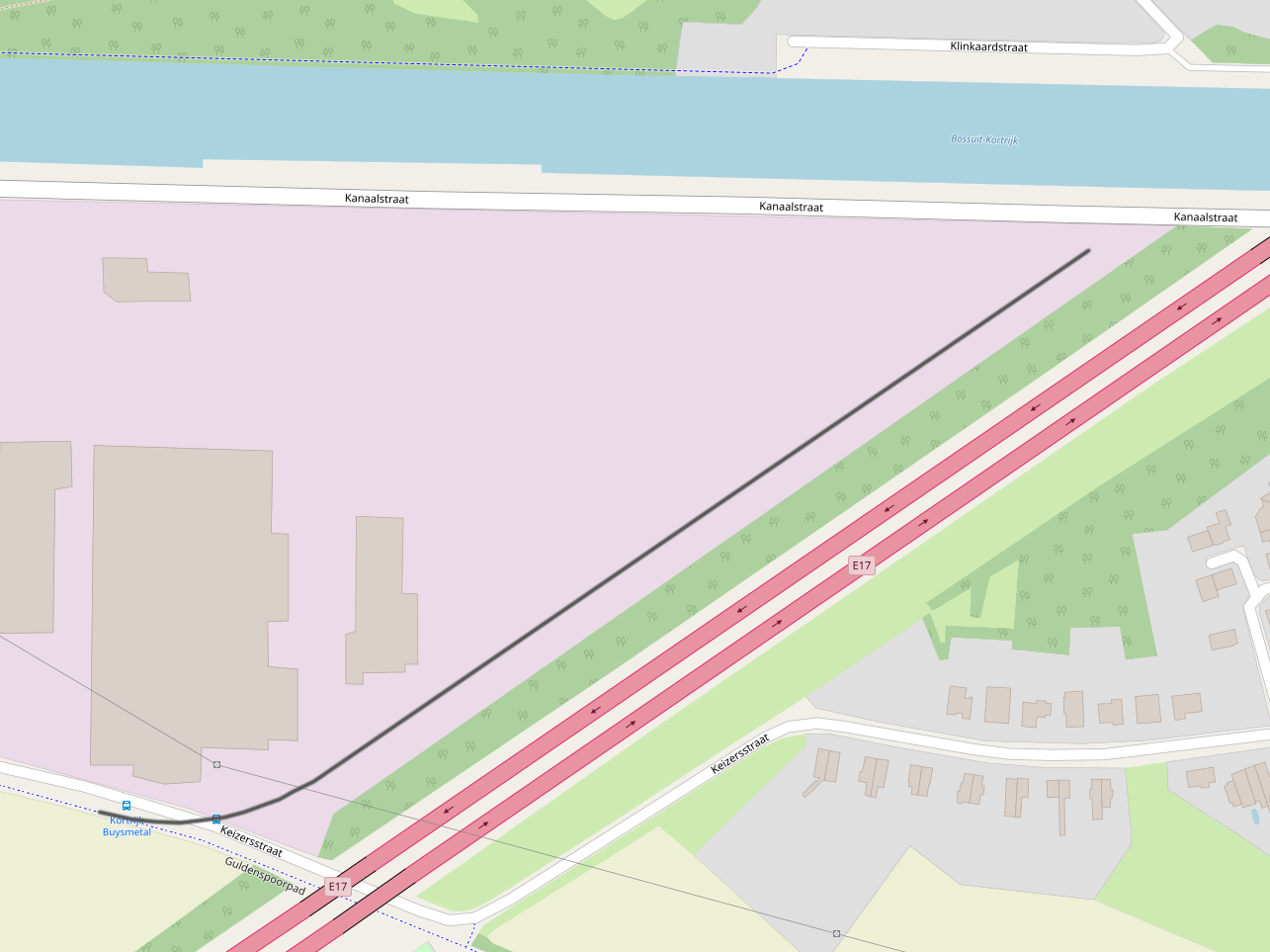
Plan de la ligne

La ligne 279 est une ligne ferroviaire industrielle hors service de la ville de Harelbeke en Belgique.

## Historique
La ligne 279 bifurque de la ligne 83 juste avant le pont de l'autoroute E17 sur la rue Keizersstraat et mêne parallèlement à cette dernière au nord-est vers le Canal Bossuit-Courtrai.